# Střížovice (ort i Tjeckien, Zlín)
Střížovice är en ort i Tjeckien.   Den ligger i regionen Zlín, i den östra delen av landet, 240 km öster om huvudstaden Prag. Střížovice ligger 187 meter över havet och antalet invånare är 255.
Terrängen runt Střížovice är platt åt nordost, men åt sydväst är den kuperad. Runt Střížovice är det ganska tätbefolkat, med 104 invånare per kvadratkilometer. Närmaste större samhälle är Zlín, 16,4 km öster om Střížovice. Trakten runt Střížovice består till största delen av jordbruksmark.